# Episodi di Soul Food (quinta stagione)
La quinta stagione della serie televisiva Soul Food è stata trasmessa in anteprima negli Stati Uniti d'America da Showtime tra il 25 febbraio 2004 e il 26 maggio 2004.
| nº | Titolo originale                      | Titolo italiano | Prima TV USA     | Prima TV Italia |
| -- | ------------------------------------- | --------------- | ---------------- | --------------- |
| 1  | Pagan Poetry                          | inedito         | 25 febbraio 2004 | inedito         |
| 2  | Two to Tango                          | inedito         | 3 marzo 2004     | inedito         |
| 3  | The Son Also Rises                    | inedito         | 10 marzo 2004    | inedito         |
| 4  | We Plan                               | inedito         | 17 marzo 2004    | inedito         |
| 5  | Decisions and Choices                 | inedito         | 24 marzo 2004    | inedito         |
| 6  | A Rock Hard Place                     | inedito         | 31 marzo 2004    | inedito         |
| 7  | Survival Techniques                   | inedito         | 7 aprile 2004    | inedito         |
| 8  | Angelitos Negros                      | inedito         | 14 aprile 2004   | inedito         |
| 9  | Successful Failure                    | inedito         | 21 aprile 2004   | inedito         |
| 10 | Love Me or Leave Me                   | inedito         | 28 aprile 2004   | inedito         |
| 11 | Take It to the Limit                  | inedito         | 5 maggio 2004    | inedito         |
| 12 | In the Garden                         | inedito         | 12 maggio 2004   | inedito         |
| 13 | Fear Eats the Soul                    | inedito         | 19 maggio 2004   | inedito         |
| 14 | Don't Think This Hasn't Been Fabulous | inedito         | 26 maggio 2004   | inedito         |